# Пуркаєв Максим Олексійович
 Макси́м Олексі́йович Пурка́єв (*14 (26) серпня 1894, с. Налитово (нині Пуркаєво, Мордовія) — †1 січня 1953, Москва) — воєначальник, генерал армії, командувач військами фронту в роки Другої світової війни. Національність — ерзя.

## Біографія
Народився в с. Налитово (нині Пуркаєво), Мордовія в сім'ї теслі-заробітчанина. У дворічному віці разом з матір'ю і рештою дітей переїхав до батька на Ленські копальні (район Бодайбо).
Восени 1915 призваний в армію, як ратник ополчення 2-го розряду. Служив у запасному стрілецькому батальйоні в місті Казань, молодшим офіцером роти в запасному стрілецькому полку в місті Сарапул, Вятська губернія.
Після Лютневої революції 1917 року обраний в полковий солдатський комітет і делегований в Сарапульску Раду робітничих, селянських і солдатських депутатів. Вів революційну агітацію серед солдатів.
У липні 1918 року добровільно вступив в РСЧА. Будучи командиром роти батальйону 3-го Самбірського полку, брав участь у боях за м. Симбірськ, Самара, Бугуруслан, Орськ. В боях був тричі поранений. У листопаді 1920 року був визнаний непридатним до військової служби, але звільнитися відмовився.
Після громадянської війни Пуркаєв був командиром стрілецького полку, помічником начальника штабу, начальником штабу дивізії, начальником штабу військових округів.
З початком німецько-радянської війни — начальник штабу Південно-Західного фронту. З грудня 1941 командував 3-ю ударною армією, брав участь у Торопецько-Холмській і Дем'янській операціях. 26 серпня 1942 — 25 квітня 1943 командував Калінінським фронтом, війська якого брали участь в Ржевской битві. Під керівництвом Пуркаєва були підготовлені і проведені Ржевсько-Сичовська, Ржевсько-Вяземська і Великолукська операції.
З квітня 1943 по серпень 1945 командувач Далекосхідним фронтом, а потім 2-м Далекосхідним фронтом. Брав участь в Радянсько-японській війні. Успішно провів Сунгарійську операцію, в результаті якої радянські війська визволили північну і північно-східну частину Маньчжурії, і захопили в полон понад 260 тисяч японських солдатів і офіцерів.